# 鑽孔

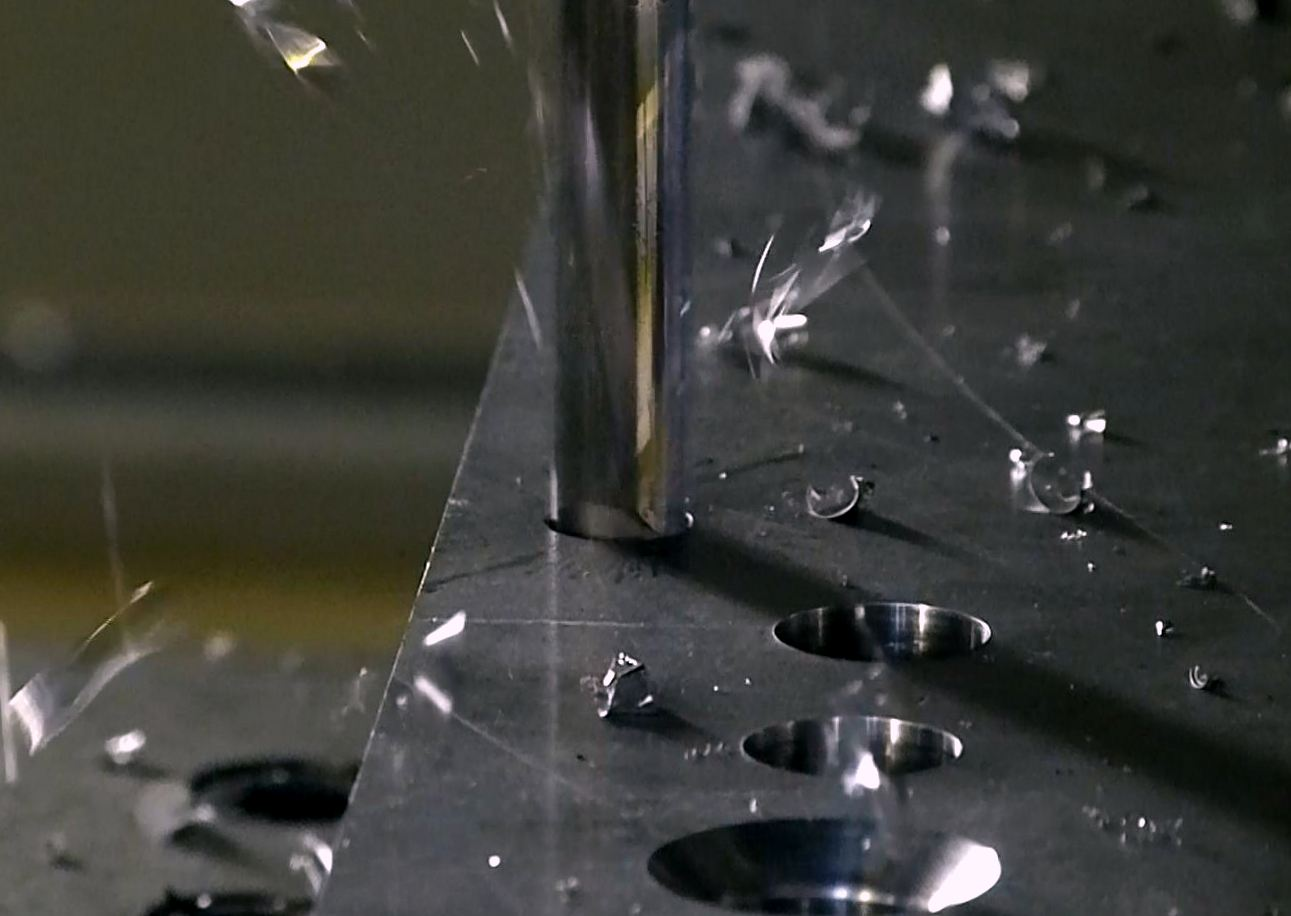
鑽孔

鑽孔是一種切削加工方式，利用鑽頭在固態材料上切削或是加大圓形截面的孔。鑽頭是旋轉型的切削刀具，多半有多個切削刀刃，在鑽孔時鑽頭會受壓接近工件，轉速從數百RPM到上千RPM。壓力及轉速迫使鑽頭穿過工件，留下圓孔，而切屑也會從圓孔中脫落。
有時可以由特製的鑽頭鑽不是圓形的孔，例如鑽方形的孔。

## 特點
鑽頭鑽的孔特點是在進入面有尖銳的邊，在離開面（若沒有特殊處理移除的話）會有不規則的毛邊，孔的內側一般也會有螺旋狀的進給紋路。
鑽頭會影響工件的材料特性，在孔附近產生低殘餘應力的區域，在靠近鑽孔附近很窄的區域會有一周高應力區域，新生成的表面會受到影響，因此工件在有應力的表面會更容易生锈腐蝕。可以用表面處理來避免腐蝕的情形，例如在表面鍍14-20µm的鋅可以避免腐蝕。
鑽頭一般會有螺旋狀的槽，切屑會經過槽離開工件。依材料及製程參數的不同，切屑可能是長的螺旋形或是小的碎片。切屑的形狀是材料可加工性的指標，形成長條式的切屑會減少可加工性。
若是可能的話，鑽孔最好垂直工件表面，以免鑽頭在加工時出現偏移，鑽孔的中心點偏移理想的位置，鑽孔的位置也就不對了，鑽頭長度和直徑的比例越大，越容易出現鑽孔偏移的情形，可以用以下的方式來避免：
- 在鑽孔前，在中心點製作一個便於加工的標示，例如
  - 用鑄造、模塑或是鍛造的方式在工件上製作一個標示。
  - 中心衝
  - 中心鑽頭
- 利用有鑽套（英语：drill bushing）的治具，限制鑽頭的位置。

鑽孔的表面光洁度約在32至500μm，精加工約可以到32μm，較粗糙的加工則為500μm。
在鑽孔時常會用切削液來冷卻鑽頭，延長刀具壽命，增加切削速度和進給、提昇表面光洁度，也幫助退出切屑。切削液一般是和冷卻液及潤滑劑一起以液體形式加在工件上，或是用噴霧的方式進行。
在選擇鑽頭時需考慮要加工的方式，評估用哪一種鑽頭最合適。有各因應不同加工條件的鑽頭。例如鏟形鑽（spade drill）可以鑽較大的洞，可轉位鑽頭（indexable drill）可以用在需控制切屑的應用。

### 中心鑽
中心鑽的目的是鑽一個小孔，後續鑽孔時可以引導鑽頭用，有些中心鑽鑽孔時可能只會鑽一個盲孔，一般會配合特殊形狀的鑽頭。

### 深孔鑽孔
深孔鑽孔定義為孔的深度超過孔直徑的十倍。這種孔需要設備來維持其直度及公差，而圓度和表面光洁度也是考量之一。
深孔鑽孔一般會用槍孔鑽或BTA鑽。有許多不同給冷卻液的方式（從內部或是外部）以及切屑移除的方式（從內部或是外部）。常會利用刀具旋轉，工件反向旋轉的方式來達到需要的直度及公差。其他的加工方式包括套孔（trepanning）、硬滾及鏡面加工（skiving and burnishing）、 拉式镗孔（pull boring）或瓶形镗孔（bottle boring）。後來提出的振動鑽孔可以克服直度及公差問題，振動鑽孔的鑽頭會控制其軸向的振動，因此在振動時，切屑也會和鑽頭分離。
高科技的鑽孔系統會控制力、轉矩、振動及產生的音頻噪音。振動是深孔鑽孔主要的問題，常會造成鑽頭斷裂，這類的鑽孔會選用特殊的冷卻劑。

#### 槍孔鑽
槍孔鑽最早是用來鑽槍管，也常用來鑽小直徑的深孔，其深度-直徑比可以超過300:1。槍孔鑽的關鍵是鑽頭會自動對心，因此可以鑽準確的深孔，鑽頭的旋轉運動類似麻花钻，但鑽頭有設計延著邊緣滑動的軸承，因此鑽頭會維持在鑽孔的中心。槍孔鑽一般是高轉速，低進給速度。

#### 套孔
套孔（Trepanning）一般會用來產生直徑較大，不適合一般鑽孔方式的孔，最大可到915 mm（36.0英寸）)。套孔用類似圓規畫圓的方式去除工件中一塊圓盤形狀的區域。套孔一般會用在扁平的工件，像金屬片、花崗岩（冰壺），平板或是像工字梁的結構件。套孔也可以製作槽，可以加入像O形環之類的密封件。

### 微鑽孔
微鑽孔（Microdrilling）是指直徑小於0.5 mm（0.020英寸）的孔。鑽這類的孔相當困難，因為不能使用內部補給冷卻液的鑽頭，而且轉速要快。

### 振動鑽孔

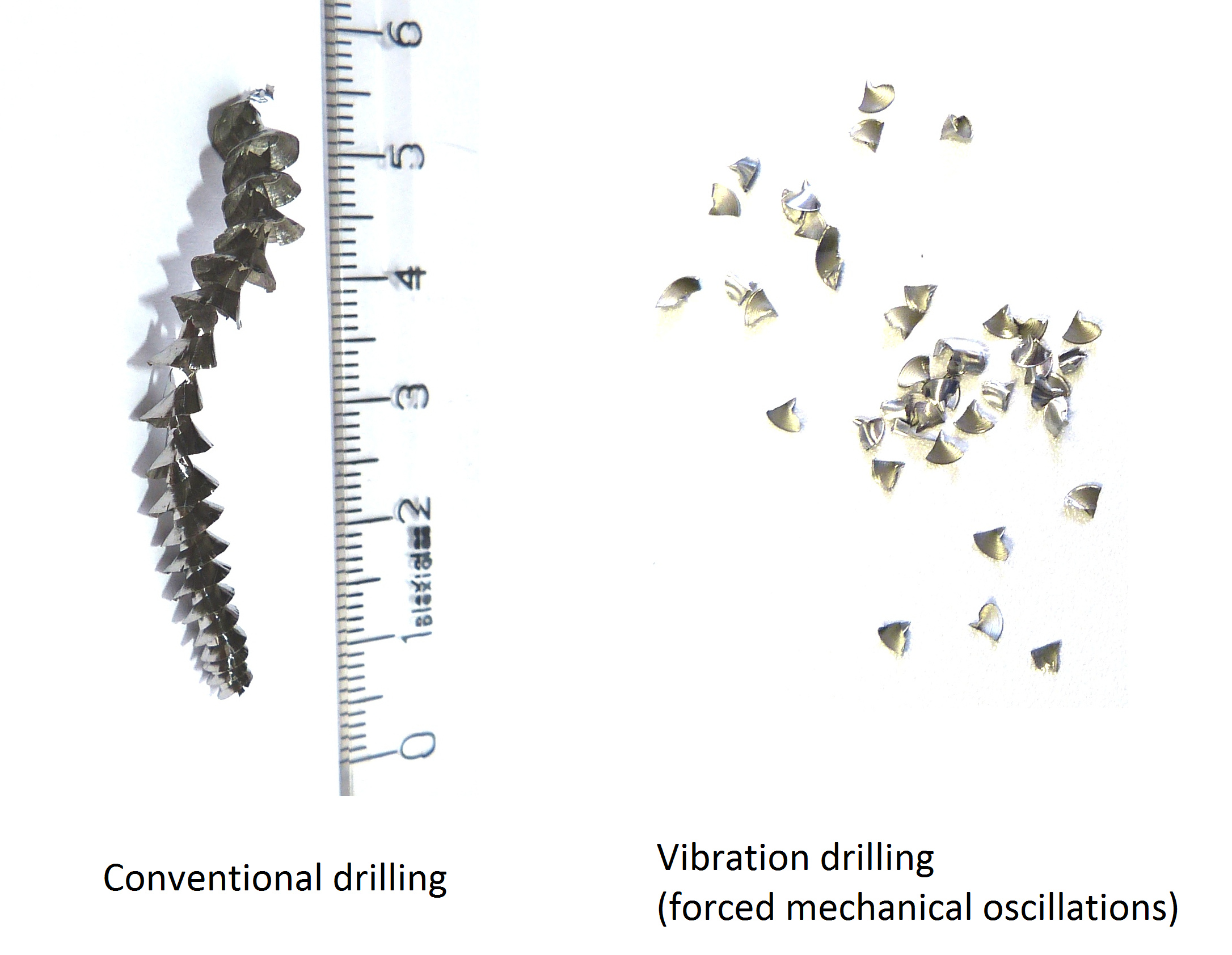
鈦金屬切屑-傳統鑽孔和振動鑽孔的比較

振動鑽孔最早是在1950年代由鮑曼莫斯科國立技術大學的Pr. V.N. Poduraev開始研究，主要原理是在鑽頭進給之外，再加上軸向的振動，使切屑破裂，離開切削區域。
振動鑽孔有兩種主要的技術：自維持的振動系統及受激的振動系統。大部份的振動鑽孔技術都還在研究階段。在自維持振動鑽孔中，在切削時運作在系統的本徵頻率下，使其自然振蕩，一般是在刀具夾持部份的質量-阻尼-彈簧系統達成。受激的振動系統則是用壓電系統來產生及控制振動。振動系統一般會運作在高頻（約2KHz），而其振幅很小（約數μm），特別應用在鑽較小的孔。後來振動可以由機械系統產生。其頻率是由旋轉速度及一圈有幾次振動決定，振幅約為0.1 mm。
最後提到的技術是已商品化的技術（如MITIS的SineHoling® 技術）。在面對深孔鑽孔、多材料堆疊鑽孔（航太材料）或沒有潤滑劑的乾鑽孔時，振動鑽孔是一種受歡迎的方案。一般而言可以提昇可靠度，也可以控制鑽孔系統。

### 圆弧插补

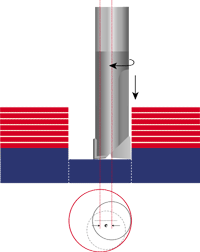
圆弧插补

圆弧插补（Circle interpolating）也稱為軌道鑽孔（orbital drilling），是由切削機產生圓孔的方式。
圆弧插补是將刀具沿著本身的軸旋轉，同時也沿一個本身軸平行但有一定橫向偏移的軸旋轉。刀具可以軸向前進或後退來鑽孔，也可以配合任意的橫向移動來加工開口或孔穴。
利用調整偏移，一個固定尺寸的刀具可以切削任意直徑的圓孔，只要大小比刀具大，因此切削刀具的數量可以大幅減少。
軌道鑽孔的名詞是因為刀具是以圓孔中心為圓心的圓軌道上運動，故此得名。相較於傳統的鑽孔，機械施力，偏移量可變的軌道鑽孔有多項優點，大幅提昇了圓孔的精度圆弧插补。較小的推力也代表在金屬鑽孔時會有無毛邊的圓孔。在鑽複合材料時也不會有層離的問題。

## 不同材料的鑽孔

### 金屬鑽孔

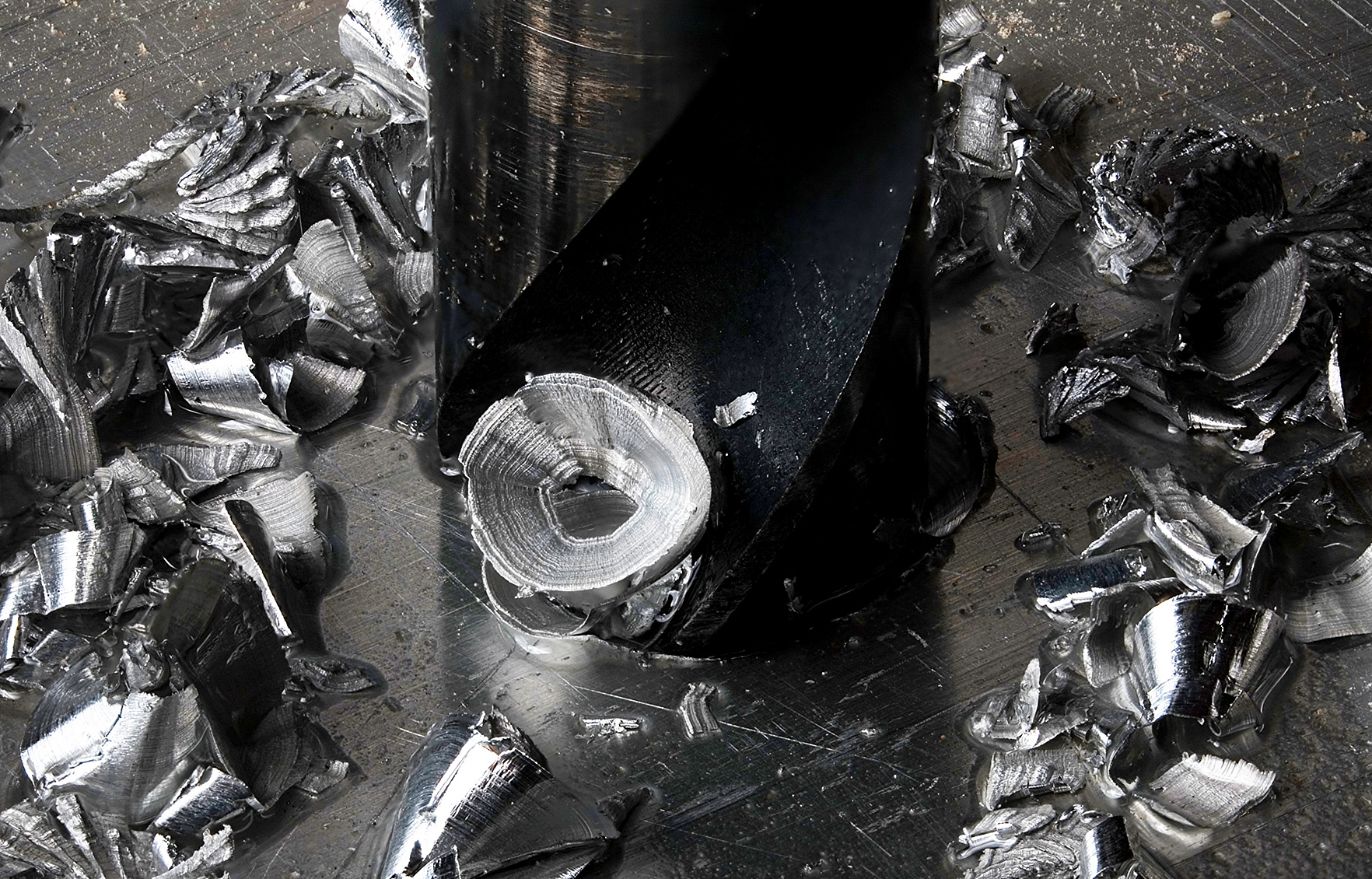
用鋼製的麻花鑽高速的鑽鋁製工件，使用的是甲基化酒精潤滑劑

一般的工作條件下，切屑會由鑽頭的溝槽往上移動，最後離開鑽頭。當鑽頭往下進給時，切削邊會產生更多的切屑。但有時切屑卡在溝槽或鑽孔中無法出來，原因可能是要鑽的孔比正常的孔要深，或是在鑽孔時沒有適時的偶爾將鑽頭往上移，因此使多餘的切屑無法離開鑽孔。有時在此情形會使用切削油，方便切屑排出，切削油也可以冷卻及潤滑刀具及切屑，延長刀具的壽命。在進給較大或是要鑽的孔較深時，會使用有注油孔的鑽頭，利用油泵浦透過小孔將潤滑油注入鑽頭中，再利用鑽頭的槽流到鑽孔中。
在数控（CNC）机床中，會使用一種為稱深孔啄钻的加工方式，在鑽深孔時避免形成有破壞性影響的切屑。啄钻的加工方式是在加工時，進給長度在超過五倍長直徑之前，會先將鑽頭退出工件，再重新進給鑽孔，直到鑽孔完成為止。另一種類似的加工方式是高速啄钻，加工時只會定期略將鑽頭退後，再重新進給鑽孔，此加工方式速度較快，但只能用在長度略長的孔中，以免造成鑽頭過熱。若是加工纖維性的材料，也會利用類似的加工方式來將切屑切斷。

### 木頭鑽孔
木頭比大部份的金屬都軟，因此木頭鑽孔時比金屬鑽孔要簡單，速度也比較快。木頭鑽孔不需要切削油。木頭鑽孔主要的問題是確保進入點及離去點的邊緣完整，以及避免燒焦。為避免燒焦，需要選擇尖銳的鑽頭，在適當的切削速度下運作。鑽頭可能會撕裂進入點及離去點邊緣的木頭，這在精緻木工應用中是不希望出現的。
金屬鑽孔中無所不在的麻花鑽頭也可以用在木頭鑽孔，但在進入點及離去點邊緣的木頭可能會剥落。有些情形下，木匠鑽孔時孔的品質不是考慮的重點，此時有許多快速鑽孔的方式，例如铲形钻斗或自進給的螺丝钻。有許多專門技術可以鑽出邊緣整齊乾浄的孔，包括三尖木工鑽（brad-point bits）、平底钻頭（Forstner bit）及孔鋸，若在木頭後面墊一塊木頭，可以防止在離去點時使木材剥落，若墊在木頭前面墊一塊木頭，則可以防止在進入點的木材剥落。
木頭鑽孔在開始時會比金屬鑽孔簡單，因為鑽頭可以輕壓入木頭中，形成一個凹陷的記號，方便鑽頭準確的定位，因此鑽孔滑移的可能性也比較低。

### 其他材料
像塑膠之類的材料及一些金屬，若加熱的話．工件會膨脹，孔可能會比預期的要小。

## 相關加工方式
以下是一些會和鑽孔前後進行的加工方式：
- 沉孔（英语：Counterboring），在鑽孔後再鑽一個較大直徑但較淺的孔。
- 錐坑（英语：Countersinking），加工方式類似沉孔，但加工的孔為椎形的 。
- 鏜孔（英语：Boring (manufacturing)）：在較小的孔中，利用單刃的刀具準確的將孔加大。
- 摩擦鑽孔：利用在摩擦產生的熱和壓力使物體塑性變形，而不是切割工件。

## 外部連結
- Feeds for high speed drills （页面存档备份，存于）
- The Anatomy of Diamond Drilling